# علیرضا آخوندی
علیرضا آخوندی (زاده ۲۹ شهریور ۱۳۵۹ در اصفهان)، سیاستمدار ایرانی-سوئدی و عضو حزب مرکز است. او از سال ۲۰۱۸ عضو پارلمان سوئد است و برای حوزه انتخابیه شهرستان استکهلم انتخاب شده‌است.در ریکسداگ، او عضو کمیته بازار کار، کمیته امور مدنی، و کمیته مالیات است.
آخوندی در ژانویه ۲۰۲۳ از همراهان و حامیان راهپیمایی بزرگ در برابر پارلمان اروپا برای قرار گرفتن سپاه پاسداران انقلاب اسلامی در فهرست گروه‌های تروریستی بود. حدود دوازده هزار نفر در این راهپیمایی شرکت کرده بودند.

## سیاست
علیرضا آخوندی پیش از ورود به مجلس سوئد، خود را یک کارشناس مالی معرفی کرده بود. او توانست با حضور در رسانه‌های جمعی به محبوبیت برسد و در سال ۲۰۱۸ وارد پارلمان سوئد شد.

## اتهامات مالی
پس از انتخاب آخوندی در سال ۲۰۱۸، نشریه سامهالسنیت سوئد در گزارشی اعلام کرد که آخوندی  چندین تخلف اداری در اداره سه شرکت داشته که دلیل آن ورشکستگی در حوزه فروش خدمات آرایشی و زیبایی صورت و بدن بوده است. در سال ۲۰۱۲ آخوندی به دلیل عدم ثبت تراکنش‌های تجاری به تخلفات اداری محکوم و جریمه شد. سپس این شرکت ورشکسته اعلام شد. در سال‌های بعد او ورشکستگی دو شرکت دیگر به نام‌های Bromma Import AB و Dermacare i Sverige AB را به دولت اعلام کرد. این نشریه در بخش دیگری از بررسی پرونده‌های مالی ثبت شده بیان می‌کند که به سبب اعلام ورشکستگی مالی، شرکت امکان پرداخت دستمزد به کارکنان و شرکت‌های طرف‌ قراردادش را نداشته و در نهایت طلبکاران ناچار طلب‌های خود را از بیمه گرفته اند.

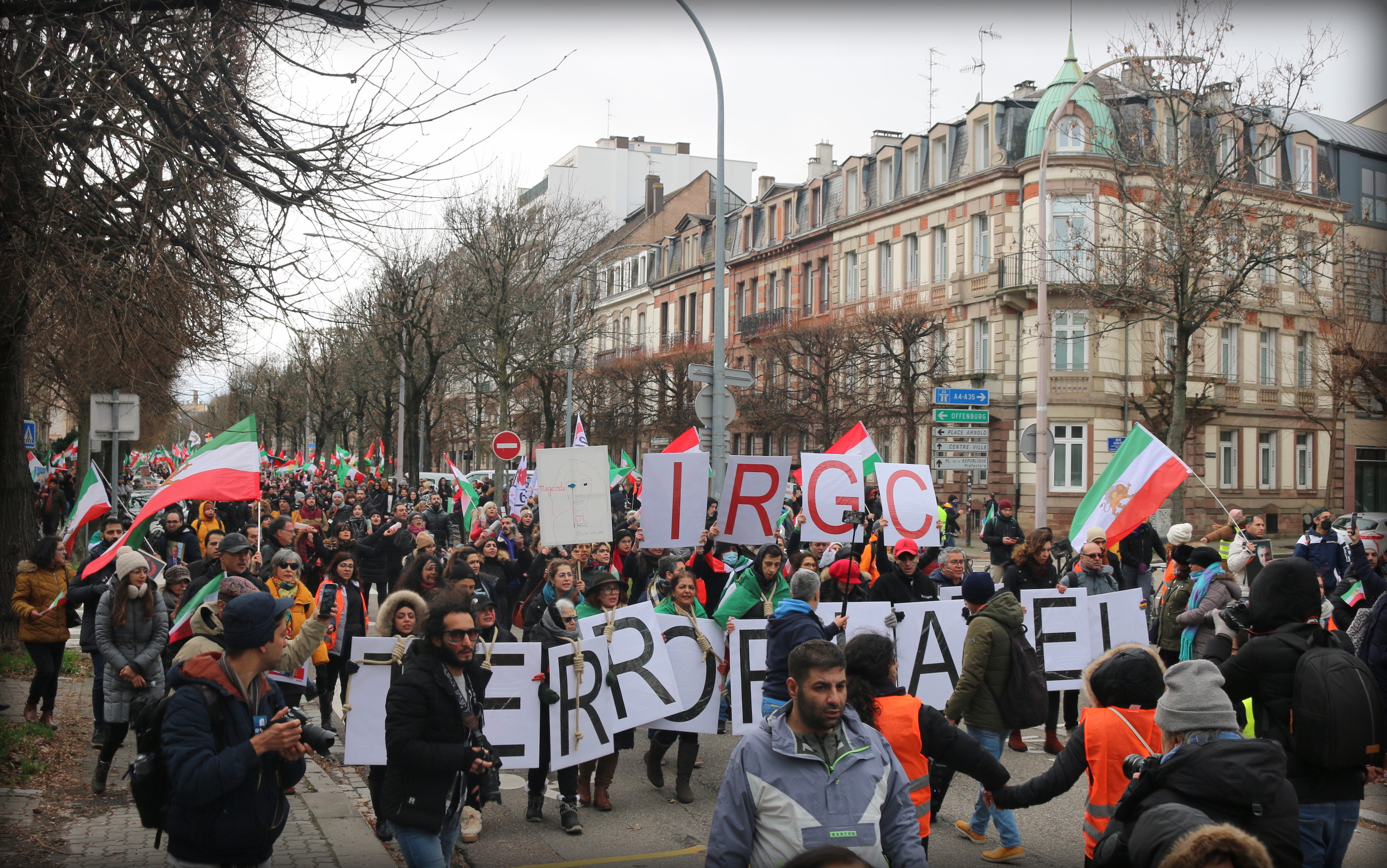
راهپیمایی ایرانیان مقیم اروپا علیه سپاه پاسداران با فراخوان علیرضا آخوندی و دیگر فعالین سیاسی و درخواست از پارلمان اروپا برای قرار دادن آن در فهرست گروه‌های تروریستی. استراسبورگ (ژانویه ۲۰۲۳)